# Esperanzas (canción)
Esperanzas es el título de una canción del dúo español Pecos, publicada en 1978. Considerada uno de sus mayor éxitos.

## Descripción
Primer sencillo de la carrera musical del grupo, se publicó algunos meses antes del primer álbum titulado Concierto para adolescentes. Se trata de una balada romántica, género que identificaría al dúo a lo largo de toda su trayectoria.
El tema llegó a situarse como el número uno en la lista de los más vendidos en España en 1978 durante cuatro semanas seguidas.
También consiguió posicionarse en la primera posición de la lista de Los 40 Principales el 16 de septiembre de 1978.